# Phantasma (El regreso)
Phantasm 2 el regreso (título original: Phantasm II) es una película estadounidense de terror sobrenatural de 1988, dirigida por Don Coscarelli. Es la continuación de la original Phantasm y es el inicio oficial de las aventuras de Reggie y Mike, en su lucha continua por destruir los planes del temible Hombre Alto. Reggie Bannister y Angus Scrimm vuelven a sus respectivos personajes, pero en esta ocasión, Mike lo interpreta James LeGros.

## Argumento
Liz Reynolds es una joven cuyo vínculo psíquico con Mike Pearson y el Hombre Alto se manifiesta en forma de pesadillas proféticas. Liz le ruega a Mike que la encuentre, ya que teme que cuando su abuelo muera, el Hombre Alto se lo llevará. Luego, la escena cambia donde quedó la primera película, el Hombre Alto y sus secuaces intentan secuestrar a Mike, pero Reggie logra salvarlo haciendo explotar la casa. 
En 1986, después de estar institucionalizado durante siete años, Mike, que ahora tiene 19 años, fingió su recuperación para ser liberado. Esa noche regresa al cementerio de Morningside, donde procede a cavar tumbas. Reggie lo interrumpe y explica que lo que pasó en 1978 y el Hombre Alto no fueron reales. En respuesta, Mike revela que todos los ataúdes que exhumó están vacíos e insta a Reggie a que lo ayude a cazar al Hombre Alto. De camino a la casa de Reggie, Mike tiene una premonición y trata frenéticamente de advertir a Reggie segundos antes de que una explosión mate a toda la familia de Reggie. Convencido por la precognición de Mike, Reggie accede a acompañar a Mike. Entran en una ferretería y se abastecen de suministros y armas. Viajando por las carreteras rurales del noroeste, se encuentran con pueblos abandonados, cementerios saqueados y algunas de las trampas del Hombre Alto; uno es la aparición del cadáver desnudo de una mujer joven. Un espantoso encuentro con una criatura que se parece a Liz los lleva a viajar hacia el este, hacia la ciudad de Perigord, Oregón.
Mientras tanto, el abuelo de Liz muere y su hermana Jeri desaparece durante el funeral; mientras busca a Jeri, Liz encuentra al Hombre Alto y huye. El sacerdote que preside, el padre Meyers, enloquecido por el miedo y el alcoholismo, profana el cuerpo del abuelo con un cuchillo en un intento desesperado por impedir su reanimación, pero el cadáver se levanta y secuestra a la abuela de Liz. Por la mañana, Liz encuentra un alfiler funerario en la cama vacía de su abuela, y el Hombre Alto le dice psíquicamente a Liz que regrese por la noche si quiere rescatar a su abuela. Antes de su llegada a Perigord, Mike se despierta y descubre que Reggie ha recogido a una autoestopista llamada Alchemy que se parece extrañamente a la aparición desnuda. Encuentran Perigord desierto y en ruinas. Cuando Liz llega a la morgue, se enfrenta al padre Meyers, quien intenta convencerla de que escape con él, pero una esfera voladora lo mata. Se encuentra con el Hombre Alto y descubre que su abuela ahora es uno de sus secuaces; ella huye y se encuentra con Mike en el cementerio. Más tarde esa noche, el Hombre Alto captura a Liz y se marcha en su coche fúnebre; Mike y Reggie lo persiguen. Después de que el Hombre Alto los saca de la carretera, su auto explota.
En el crematorio, los asistentes funerarios del Hombre Alto llevan a Liz a la sala del horno, pero ella escapa y envía a uno al horno. Mike y Reggie irrumpen en el depósito de cadáveres y encuentran la sala de embalsamamiento. Mientras Reggie vierte ácido en el líquido de embalsamamiento, Mike descubre un portal dimensional que requiere una esfera para abrirse. Luego se separan para encontrar a Liz. Reggie busca en el sótano, donde lucha contra un Graver y varios enanos con una motosierra y una escopeta cuádruple. Después de una pelea feroz, Reggie castra al Graver hasta la muerte y dispara a los enanos. Mike salva a Liz de una esfera plateada que atraviesa la mano del otro funerario y lo incrusta en la pared. Una esfera dorada más grande emerge y comienza a perseguir a Mike y Liz. Mientras tanto, el asistente del otro funerario se corta la mano para escapar de la pared. Esquivando el arsenal mejorado de la esfera dorada, como escáneres láser y cuchillas giratorias, Mike y Liz logran detener el ataque atrincherándose en el salón después de que el centinela atravesara varias puertas. El asistente de la funeraria regresa sorprendentemente y casi mata a Liz antes de que la esfera dorada atraviese la puerta y perfore su espalda y su garganta con una sierra circular. Liz, Mike y Reggie se reúnen y usan la esfera plateada aún incrustada para acceder al portal. Antes de que puedan destruir el edificio, el Hombre Alto los sorprende, pero luchan contra él y lo llenan de líquido embalsamador contaminado con ácido, lo que hace que se derrita. Prenden fuego al edificio, escapan y son recibidos por Alchemy, que ha adquirido un coche fúnebre abandonado.
Mientras se alejan, Alchemy se revela a sí misma como no humana, y el coche fúnebre se desvía bruscamente y luego se detiene. Reggie, ensangrentado y maltratado, cae al suelo; Mike y Liz, atrapados en el coche fúnebre, intentan convencerse de que todo esto es solo un sueño, pero la ranura de la cabina del conductor se abre y revela al Hombre Alto, quien les dice: "No, no lo es". Manos rompen la ventana trasera y sacan a Mike y Liz a través de ella, reflejando el final de la primera película.

## Reparto
- Angus Scrimm - Hombre Alto
- A. Michael Baldwin -  Michael 'Mike' Pearson
- Reggie Bannister - Reggie
- Paula Irvine - Liz Reynolds
- Samantha Phillips - Alchemy
- James LeGros - Mike Pearson
- Stacey Travis - Jeri

## Producción
Con un presupuesto de 3 millones de dólares la película fue la más cara de todas las películas de esta saga y en ella Don Coscarelli se dejó inspirar por Stephen King para hacerla.

## La saga
- Phantasm (película)
- Phantasm III: Lord of the Dead
- Phantasm IV: Oblivion
- Phantasm 5 Ravager